# Juan Pablo Santa Cruz
Juan Pablo Santa Cruz fue un político peruano. 
Fue miembro del Congreso Constituyente de 1822 por el departamento de Ayacucho. Dicho congreso constituyente fue el que elaboró la primera constitución política del país.
En representación de la provincia de Lucanas, fue uno de los sesenta y cinco diputados electos en 1825 por la Corte Suprema y convocados para aprobar la Constitución Vitalicia del dictador Simón Bolívar. Sin embargo, a pesar de que dicho congreso estuvo convocado, el mismo decidió no asumir ningún tipo de atribuciones y no llegó a entrar en funciones.
Fue miembro del Congreso General Constituyente de 1827 por el departamento de Ayacucho. Dicho congreso constituyente fue el que elaboró la segunda constitución política del país.